# Гылыкова, Дарима Намжиловна
Дари́ма Намжи́ловна Гы́лыкова ― российская бурятская театральная актриса, Заслуженная артистка Республики Бурятия (2002), актриса Бурятского государственного академического театра драмы имени Хоца Намсараева.

## Биография
Родилась в 1975 году в Бурятии, РСФСР.
После завершения учёбы в средней школе поступила в Бурятское республиканское училище культуры и искусства, которое окончила в 1996 году, в том же году начала служение в  Бурятском академическом театре драмы имени Хоца Намсараева. В 2000 году окончила Восточно-Сибирскую государственную академию культуры и искусств 2000 года.
В театре сыграла бойкую служанку Смеральдину в спектакле «Слуга двух господ» Карло Гольдони, Цырегму в «Шудхэртэй сундууг» Цырена Шагжина, Оюну в «Чио-Чио Сане» Геннадия Башкуева. Творческая удача ожидала молодую актрису в роли Жамьянгарав в спектакле по пьесе монгольского драматурга С. Эрдэнэ «Встретимся в той жизни».
Уже зрелом мастером сцены предстает актриса в ролях Ягаахан в спектакле «Болдой, сын Толдоя» Б-М. Пурбуева, Дуни в «Вассе Железновой» Максима Горького, Улаахан в «Кнуте тайши» Хоца Намсараева, Эхэнэр в «Бальжин Хатан» Д. Эрдынеева.
Играла актриса в спектаклях и для детей: Мальчик в «Али баба, 40 разбойников и один ученый попугай», непоседливая мартышка Чеу в спектакле режиссёра Б. Жалцановой «Приключения мудрого слонёнка Ланченкара и его друзей» по пьесе Тенчоя, Добрый дух в постановке О. Шагдурова «Сказка о жирном Замае и Мангатхае» по пьесе Галсана Нанзатова, Сорока в спектакле Ц. Бальжанова «Проделки Бабы-Яги» Н. Абрамцевой, Мачеха в «Золушке».
Особой вехой в творческой биографии Гылыковой стала роль Саяны в спектакле «Эрьехэ наран −1, 2, 3» Б-М. Пурбуева, где она создала убедительный образ внучки главной героини Янжимы Бубеевны. Роль сложная, её героиня, в начале избалованная, эгоистичная девушка, постепенно под давлением обрушившихся на неё проблем начинает по-новому смотреть на жизненные ценности.
Репертуар актрисы за последние годы пополнился ролями Кати-катанки в спектакле Г. Балдановой «Новая жена» по пьесе Г. Башкуева, принцессы Долгёон и Максарай ордоной эхэнэр в постановке Олега Юмова «Максар. Степь в крови» Б. Жигжитова по мотивам пьесы Уильяма Шекспира «Макбет», тремя ролями — Соёлма, Баярма и Дугарма — в спектакле режиссёра Т. Бадагаевой «Отныне я буду жить дома» по пьесе Николая Шабаева.
Театровед А.А. Политов так написал об актрисе:

«С первых лет деятельности в театре она зарекомендовала себя способным и гибком специалистом, умеющим много работать, а ведь учиться у старших мастеров секретам овладения актёрской профессией — это гарант движения вперёд. Очень пластичная, наблюдательная, обладающая редким качеством — способностью анализировать, выстраивать свою роль по внутренней линии, держать перспективу — Дарима Гылыкова создаёт ряд значимых в художественном отношении образов: это, в первую очередь, удивительная по внутренней наполненности Катрин в спектакле „Восемь любящих женщин“ Р.Тома. Актриса использует свои отличные физические данные: умение двигаться — вплоть до сложнейших акробатических движений, очень тонко передаёт трагедию маленькой девочки, выросшей среди людей, где преобладают ложь и обман. И когда происходит слом в душе, Гылыкова проводит эту сцену очень тонко и просто — она как бы застывает от боли и предательства».
За вклад в развитие национального театрального искусства Дарима Гылыкова была удостоена почётного звания «Заслуженная артистка Республики Бурятия» в 2002 году.